# 이탈리아령 알바니아 (1939년~1943년)

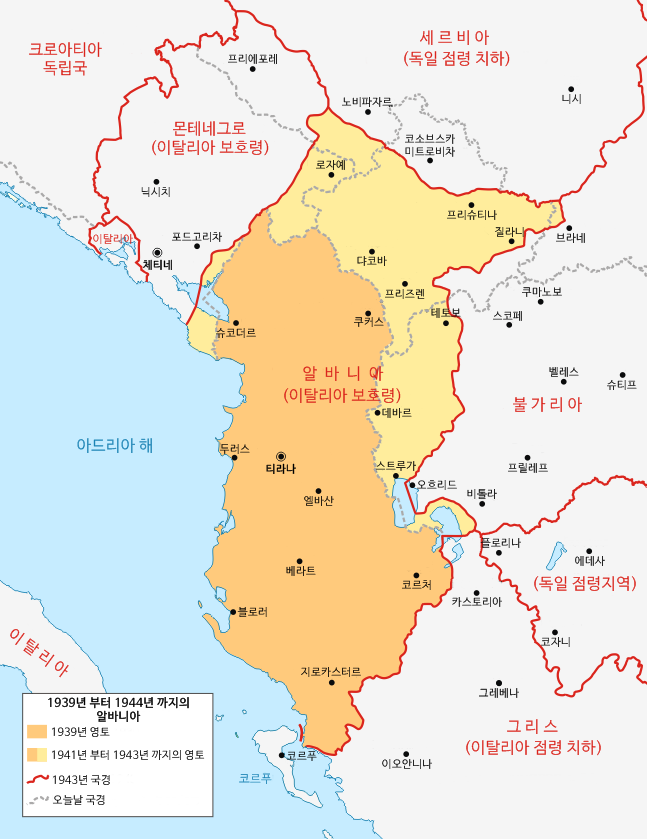
2차 대전 기간 알바니아의 지도

알바니아 왕국(이탈리아어: Regno Albanese 레그노 알바네세[*], 알바니아어: Mbretëria Shqiptare 므브레터리아 슈치프타레)은 1939년부터 1943년까지 알바니아에 존재했던 이탈리아의 보호령이다. 알바니아는 1943년까지 이탈리아 왕국의 지배를 받았다. 국가는 조비네차이며 국왕은 사보이아 가 출신의 이탈리아의 국왕인 비토리오 에마누엘레이다.
알바니아는 그리스-이탈리아 전쟁 등 이탈리아가 발칸반도와 터키에 세력을 뻗기 위하여 전략적 요지로 사용되었다.

## 역사
1928년 완전히 정권을 잡은 무솔리니는 나치 독일, 일본 제국과 동맹을 맺으면서 파시스트 이탈리아를 형성하였다. 무솔리니는 터키, 아시아에 세력을 뻗기 위하여 발칸반도가 필요하다는 것을 알게 되었다. 무솔리니는 그리스와 알바니아 중 공격할 곳을 고민하다가 알바니아를 침공하기로 결정했다. 당시 알바니아는 조그 1세의 개헌으로 왕국이 되고 독재권력으로 알바니아를 통치하고 있었다. 결국 이탈리아는 1939년 알바니아를 침공하였다. 알바니아도 방어하였으나 폐쇄적이고 단결이 잘 안되는 알바니아는 이탈리아 군대에게 크게 패하고 말았다. 결국 무솔리니는 알바니아에 이탈리아령 알바니아 왕국을 선포하고 말았다. 점령 후 알바니아에는 많은 무기공장이 세워지고 군대가 주둔하게 되었다. 제2차 세계 대전 동안에 이탈리아는 발칸반도 전체를 장악하기 위하여 1940년 그리스를 침략했지만 패하고 말았다. 이 전쟁들로 인해 알바니아의 국경지방은 완전히 페허가 되고 말았다. 1943년 이탈리아가 연합국에 항복을 하면서 알바니아에 이탈리아 군대가 물러가게 되었다. 그러나 아직 항복하지 않은 독일이 알바니아를 점령하면서 독일은 독일령 알바니아를 선포했다. 그러나 독일 역시 연합국이 1944년 그리스를 탈환하면서 위협을 느낀 독일도 알바니아에서 완전히 철수하고 말았다.
그리고 알바니아에서는 엔베르 호자가 정권을 잡고 알바니아 사회주의 인민 공화국을 선포하였다.

## 사회
이탈리아가 알바니아를 점령하기 전, 조그 1세는 외국의 침략을 막기 위하여 군대를 엄청 늘리고 많은 돈을 국방에 썼다. 결국 외국을 막지 못한 정부의 무능함이 드러나면서 알바니아에는 공산주의가 크게 들어서게 되었다. 그리고 공산주의를 암 같이 여겼던 이탈리아는 2차 세계 대전 동안 알바니아의 공산주의자들을 제거하기 위하여 고문소를 만들어 공산주의자들을 탄압하고, 살해하는 등 공산주의를 막았다.

## 같이 보기
- 알바니아 파시스트 민병대
- 알바니아 파시스트당
- 발리 콤페타르
- 대알바니아
- 이탈리아의 알바니아 침공

## 참고 문헌
- Reginald Hibbert, The Bitter Victory, London, New York, 1993